# SN 2007kp
SN 2007kp – supernowa typu Ia odkryta 13 września 2007 roku w galaktyce A220929+0044. W momencie odkrycia miała maksymalną jasność 22,30m.